# O Coração do Homem Bomba - Ao Vivo (Ao Vivo Mesmo)
O Coração do Homem Bomba - Ao Vivo (Ao Vivo Mesmo) é o quinto álbum ao vivo "solo", e também o quinto DVD "solo" do cantor e compositor maranhense Zeca Baleiro. Se contarmos as parcerias com outros artistas, esse é o sexto registro ao vivo de Zeca Baleiro, já que em 2004 foi lançado o DVD Raimundo Fagner & Zeca Baleiro - O Show (Multishow Ao Vivo)
O nome do álbum, que foi lançado em 2009 nos formatos CD e DVD/Blu-Ray, é uma alusão ao fato de que Zeca Baleiro optou por um registro à moda antiga, sem regravações ou correções digitais, assumindo os pequenos erros e imperfeições típicas dos discos feitos ao vivo.
Os extras trazem clipes, ensaios, fotos e entrevista.
Em 2010, o álbum foi o vencedor do Prêmio da Música Brasileira, na categoria "Canção Popular"

## Faixas

### CD
| Ao Vivo - Show Belo Horizonte |                                      |                                             |         |  |
| N.º                           | Título                               | Compositor(es)                              | Duração |  |
| 1.                            | "Você Não Liga Para Mim"             | Zeca Baleiro                                |         |  |
| 2.                            | "Alma Não Tem Cor"                   | André Abujamra                              |         |  |
| 3.                            | "Ela Falou Malandro"                 | Zeca Baleiro, Zé Geraldo                    |         |  |
| 4.                            | "Você É Má"                          | Zeca Baleiro, Joãozinho Gomes               |         |  |
| 5.                            | "Bola Dividida"                      | Luiz Ayrão                                  |         |  |
| 6.                            | "Ê Vida Vã" / "Coco do Trava-Língua" | Zeca Baleiro Cachimbinho e Geraldo Mousinho |         |  |
| 7.                            | "Toca Raul"                          | Zeca Baleiro                                |         |  |

| Estúdio YB - São Paulo |                         |                                   |         |  |
| N.º                    | Título                  | Compositor(es)                    | Duração |  |
| 8.                     | "Era"                   | Zeca Baleiro                      |         |  |
| 9.                     | "Tevê"                  | Zeca Baleiro e Kléber Albuquerque |         |  |
| 10.                    | "Você Se Foi"           | Zeca Baleiro e Totonho            |         |  |
| 11.                    | "Como Diria Odair"      | Zeca Baleiro                      |         |  |
| 12.                    | "Trova (Aonde Flores)"  | Zeca Baleiro                      |         |  |
| 13.                    | "Tacape"                | Zeca Baleiro                      |         |  |
| 14.                    | "Eu Detesto Coca-Light" | Zeca Baleiro e Chico César        |         |  |

### DVD/Blu-Ray
| Ao Vivo - Show Belo Horizonte |                                                       |                                             |         |  |
| N.º                           | Título                                                | Compositor(es)                              | Duração |  |
| 1.                            | "O Coração Do Homem-Bomba" / "Você Não Liga Para Mim" | Zeca Baleiro/ Zeca Baleiro                  |         |  |
| 2.                            | "Alma Não Tem Cor"                                    | André Abujamra                              |         |  |
| 3.                            | "Elas Por Elas"                                       | Zeca Baleiro                                |         |  |
| 4.                            | "Ela Falou Malandro"                                  | Zeca Baleiro, Zé Geraldo                    |         |  |
| 5.                            | "Você É Má"                                           | Zeca Baleiro, Joãozinho Gomes               |         |  |
| 6.                            | "Bola Dividida"                                       | Luiz Ayrão                                  |         |  |
| 7.                            | "Dinheiro" / "Babylon"                                | Zeca Baleiro/ Zeca Baleiro                  |         |  |
| 8.                            | "Uma Loira" / "Quase Nada"                            | Hervé Cordovil Zeca Baleiro, Alice Ruiz     |         |  |
| 9.                            | "Ê Vida Vã" / "Coco do Trava-Língua"                  | Zeca Baleiro Cachimbinho e Geraldo Mousinho |         |  |
| 10.                           | "Daslu" / "Vai De Madureira"                          | Zeca Baleiro/ Zeca Baleiro                  |         |  |
| 11.                           | "Telegrama"                                           | Zeca Baleiro                                |         |  |
| 12.                           | "Toca Raul"                                           | Zeca Baleiro                                |         |  |

| Estúdio YB - São Paulo |                         |                                   |         |  |
| N.º                    | Título                  | Compositor(es)                    | Duração |  |
| 13.                    | "Era"                   | Zeca Baleiro                      |         |  |
| 14.                    | "Tevê"                  | Zeca Baleiro e Kléber Albuquerque |         |  |
| 15.                    | "Você Se Foi"           | Zeca Baleiro e Totonho            |         |  |
| 16.                    | "Débora"                | Zeca Baleiro                      |         |  |
| 17.                    | "Como Diria Odair"      | Zeca Baleiro                      |         |  |
| 18.                    | "Pastiche"              | Zeca Baleiro                      |         |  |
| 19.                    | "I'm Nobody"            | Zeca Baleiro                      |         |  |
| 20.                    | "Tacape"                | Zeca Baleiro                      |         |  |
| 21.                    | "Eu Detesto Coca-Light" | Zeca Baleiro e Chico César        |         |  |

## Prêmios e Indicações
| Ano  | Prêmio                      | Indicação/Categoria | Trabalho (Canção/Álbum)                            | Resultado | Ref.  |
| ---- | --------------------------- | ------------------- | -------------------------------------------------- | --------- | ----- |
| 2010 | Prêmio da Música Brasileira | "Canção Popular"    | O Coração do Homem Bomba - Ao Vivo (Ao Vivo Mesmo) | Venceu    | [ 6 ] |